# Russell Impagliazzo
Russell Graham Impagliazzo (né le 29 mai 1963 à Providence, Rhode Island) est un informaticien et cryptologue américain, spécialisé en théorie de la complexité. Il est actuellement professeur à l'Université de Californie à San Diego.

## Biographie
Impagliazzo obtient son B.A. de l'Université Wesleyenne en 1984. Il soutient en 1992 sa thèse de doctorat en mathématiques à l'Université de Californie à Berkeley, avec pour titre « Générateurs pseudo-aléatoires pour les algorithmes probabilistes et la cryptographie », sous la direction de Manuel Blum. Il poursuit des études post-doctorales à l'Université de Toronto de 1989 à 1991 puis rejoint rejoint l'Université de Californie à San Diego où il a successivement occupé les postes d'assistant professor, associate professor, et professeur.
De 2007 à 2012, Impagliazzo a été professeur invité à l'Institute for Advanced Study de Princeton. Il est boursier Guggenheim (promotion 2004), Sloan Fellow, Fulbright Fellow,Young Investigator de la National Science Foundation, et lauréat du prix IPEC Nerode en 2013.

## Travaux
Parmi les résultats importants auxquels Impagliazzo a contribué, on compte :
- la preuve que les fonctions à sens unique impliquent les générateurs pseudo-aléatoires[4], que le SIAM a récompensé de l'Outstanding Paper Award en 2003[5] ;
- la preuve (entre autres résultats) qu'aucune dérandomisation de MA n'est possible à moins que NEXP ne contienne une fonction booléenne difficile[Note 2],[6], récompensé par l'IEEE du Best Conference Paper Award ;
- la preuve qu'une dérandomisation pour le test d'identité polynomiale (en)  est équivalente à une preuve de bornes inférieures de complexité dans NEXP[7], récompensé par le Best Paper Award  de l'ACM en 2003[8];
- la première technique de séparation en boîte noire[9] ;
- l'hypothèse du temps exponentiel (en) [10] ;
- les « cinq mondes » de la complexité moyenne[11].